# Oktiabrskij (rejon zawjałowski)
Oktiabrskij (ros. Октябрьский) – wieś (sieło) w Rosji, w Udmurcji, w rejonie zawjałowskim. W 2010 liczyła 3421 mieszkańców.